# Dumangas
Dumangas es un municipio filipino de primera clase, perteneciente a la provincia de Iloílo, en las Bisayas Occidentales.

## Historia
El pueblo se fundó en 1572. Hacia mediados del siglo XIX, el lugar tenía contabilizada una población de 19 250 habitantes, repartidos en 3208 casas. Aparece descrito en el segundo volumen del Diccionario geográfico, estadístico, histórico de las Islas Filipinas (1851) de Manuel Buzeta Núñez y Felipe Bravo con las siguientes palabras:

DUMANGAS: pueblo con cura y gobernadorcillo, en la isla de Panay, prov. de Iloilo, dióc. del ob. de Cebú; se halla sit. en los 126° 18' long., 10° 47' lat., á la orilla izq. del r. llamado Jalaur, que desde este punto toma ya el de Dumangas, dist. ½ leg. del mar, en un llano cortado por el mismo r.; su clima es bastante bueno y saludable. Este pueblo fué fundado en 1572, y en el dia tiene como unas 3,208 casas, en general de sencilla construccion, pudiendo distinguirse entre ellas, como mas notables, la casa parr., y la llamada de comunidad ó de justicia, donde se halla la cárcel: hay escuela de primeras letras, á la que concurren muchos alumnos, dotada de los fondos de comunidad, é igl. parr. bajo la advocacion de San Agustin, servida por un cura regular: junto á esta se halla el cementerio, que es bastante capaz y ventilado. Como ¼ de leg. del pueblo y en la playa hay un baluarte de piedra, que fué fabricado con el objeto de defender á los que se dedican á la pesca y elaboracion de la sal; sin embargo no se consiguió el objeto, en razon á que los moros siguen cogiendo alguna vez que otra indios que se llevan cautivos. Su term. confina por N. con los montes que se estienden hácia el centro de la isla; por N. E. con un r. que divide el térm. de Anilao de este; por E. con el mar á unas 2 leg.; por S. tambien con el mar. dist. ½ leg.; y por O. con el r. de su mismo nombre, que se estiende en igual direccion hasta unas 3 leg. de donde trae su origen: 1 leg. al S. E. se halla la punta de Talisay, á la boca de un canal ó estrecho que forma la isla de Guimaras, dist. una leg. de la costa. El terreno es fértil y muy productivo, á causa del mucho riego que recibe por numerosos esteros, ó Manglares, que llaman los naturales, por lo mucho que abunda en sus orillas el árbol llamado mangle. Esta multitud de esteros son de suma utilidad á los hab. de este pueblo, no solo porque por medio de sus inundaciones les proporciona una tierra muy feraz para el cultivo; sino tambien por ser en su mayor parte navegables á sus pequeñas embarcaciones: esta circunstancia les facilita ademas la estraccion de sus producciones con mucha economía. Todos ellos se hallan casi al nivel del mar, y esto hace que en las crecientes ó altas mareas penetren las aguas de éste hasta muy adentro de la isla, anegando los sitios mas bajos que en ella se encuentran. prod. bastante arroz, maiz, cacao, caña dulce, cocos, pimientas, varias legumbres y frutas, tabaco y algun algodon. ind.: la agricultura y la pesca forman la principal riqueza de este pueblo, en el que las muchas balsas que forma su terreno, contribuye á aumentar esta, pues sus naturales se dedican al cuaje y elaboracion de la sal, que se verifica en abundancia. Tambien las mujeres trabajan en piña, haciendo hermosas y delicadas telas, admirables por su blancura y dimensiones. com.: como es un pueblo de bastantes producciones, no deja de tener algun comercio, y en especialidad con los pueblos vecinos. La esportacion de sus granos, la de la sal, y la de todo lo que escede de lo necesraio en el consumo de sus producciones, tanto agrícolas como fabriles, forma el comercio, asi como tambien la importacion de los géneros de que carece. pobl. 19,250 alm., 3,058 trib., que ascienden á 30,580 rs. plata, equivalentes á 76,450 rs. vn.
(Buzeta y Bravo, 1851, pp. 28-29)

En 2020, tenía censados 73 899 habitantes.